# Хронология истории Бутана
В таблице приведена хронология истории Бутана, включая важные правовые и территориальные изменения, а также политические события в королевстве и государствах-правопредшественниках.
| Пазлинка и перо | Это пустой раздел, который еще не написан. Здесь может располагаться отдельный раздел. Помогите Википедии, написав его. (31 марта 2016) |

| Пазлинка и перо | Это пустой раздел, который еще не написан. Здесь может располагаться отдельный раздел. Помогите Википедии, написав его. (31 марта 2016) |

| Пазлинка и перо | Это пустой раздел, который еще не написан. Здесь может располагаться отдельный раздел. Помогите Википедии, написав его. (31 марта 2016) |